# Bronisław Kostkiewicz
Bronisław Kostkiewicz (ur. 1902, zm. ?) – polski lekarz psychiatra, doktor.

## Życiorys
Zasiadł w pierwszym komitecie redakcyjnym czasopisma „Rocznik Psychiatryczny”. W 1939 był lekarzem w Państwowym Zakładzie dla Umysłowo Chorych w Kulparkowie.
Był pierwszym po zakończeniu II wojny światowej prezesem zarządu Polskiego Czerwonego Krzyża, pełnił stanowisko od 30 marca 1946 do 4 lutego 1951.
Uchwałą Prezydium Krajowej Rady Narodowej z 13 listopada 1946 został odznaczony Krzyżem Komandorskim Orderu Odrodzenia Polski za wybitne zasługi na polu organizacji i osiągnięć Polskiego Czerwonego Krzyża.